# Liberi di scegliere
Liberi di scegliere è un film per la televisione del 2019, diretto da Giacomo Campiotti sul tema della 'ndrangheta e ispirato al progetto antimafia nato dall'impegno di Roberto Di Bella, presidente del tribunale per i Minorenni di Reggio Calabria.
È andato in onda su Rai 1 il 22 gennaio 2019 in prima serata.

## Trama
Marco Lo Bianco è un giudice del Tribunale dei minori di Reggio Calabria e ha a che fare quotidianamente, nell'ambito del suo lavoro, con i figli delle più importanti famiglie 'ndranghetiste  della provincia dovendo decidere del loro futuro. Uno di loro è Domenico, ultimo componente di una cosca molto potente, il cui futuro sembra già segnato nonostante egli voglia prendere le distanze dalla sua famiglia e intraprendere una vita diversa. Il giudice quindi pensa a misure alternative alla prigione che possano fornire ai ragazzi la possibilità di una crescita sociale e culturale in contesti e luoghi lontani da quelli di provenienza.

## Produzione
Le riprese si sono svolte tra Messina, Reggio Calabria e Villa San Giovanni. Roberto Di Bella, che ha partecipato attivamente al progetto, ha consentito di effettuare delle riprese anche all'interno delle stanze del Tribunale dei minori.